# (6286) 1983 EU
(6286) 1983 EU es un asteroide perteneciente al cinturón de asteroides, región del sistema solar que se encuentra entre las órbitas de Marte y Júpiter, descubierto el 10 de marzo de 1983 por Ewan Barr desde la Estación Anderson Mesa (condado de Coconino, cerca de Flagstaff, Arizona, Estados Unidos).

## Designación y nombre
Designado provisionalmente como 1983 EU. 

## Características orbitales
1983 EU está situado a una distancia media del Sol de 2,247 ua, pudiendo alejarse hasta 2,436 ua y acercarse hasta 2,057 ua. Su excentricidad es 0,084 y la inclinación orbital 4,168 grados. Emplea 1230,49 días en completar una órbita alrededor del Sol.

## Características físicas
La magnitud absoluta de 1983 EU es 13,6. Tiene 4,633 km de diámetro y su albedo se estima en 0,394. 